# Abdoun Bridge

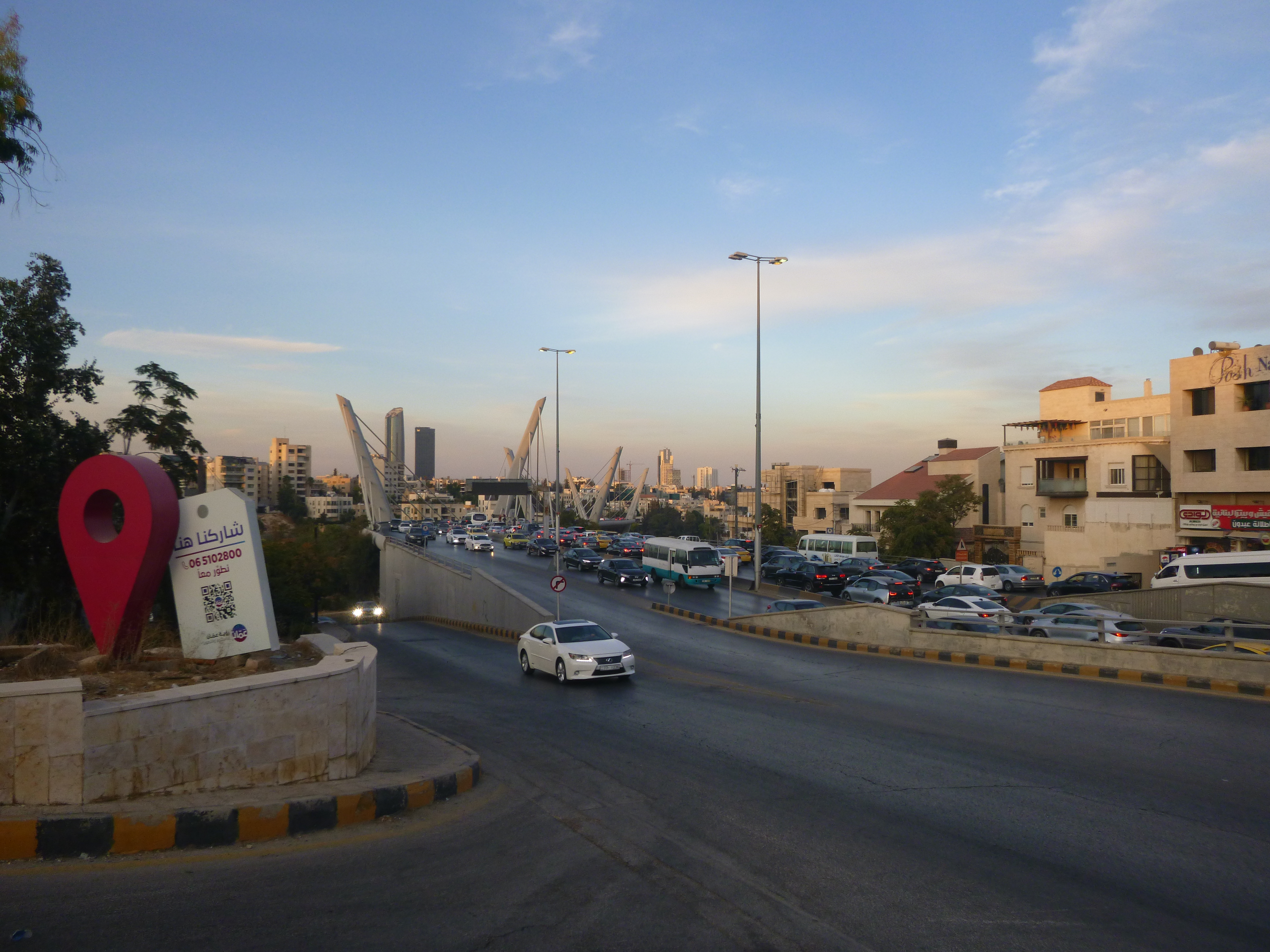
Zufahrt zur Brücke

Die Abdoun Bridge oder Wadi Abdoun Bridge (arabisch جسر عبدون, DMG Ǧisr ʿAbdūn ‚Abdoun-Brücke‘) ist eine Brücke in Amman. Sie ist die einzige Schrägseilbrücke Jordaniens und überspannt den Wadi Abdoun mit einer Länge von 417 m. Mit dem Brückenbau wurde am 14. Dezember 2002 begonnen und nach genau vier Jahren Bauzeit wurde das Bauwerk am 14. Dezember 2006 eröffnet. Die Brücke ist Teil eines Autobahnprojekts und verbindet Nord-Amman mit der Zahran Street und einem zentralen Kreisverkehr, genannt 4th circle.
Die im Grundriss S-förmige Brücke besitzt drei Y-förmige Pylonen. Die Seile sind im Harfensystem angeordnet.